# Klínovec
Klínovec (tysk Keilberg) er et bjerg i Tjekkiet. Med en højde på 1.244 m er bjerget det højeste punkt i Erzgebirge (Krušné hory).
Bjerget ligger i nærheden af landsbyen Boží Dar, 4 km nordøst for for Jáchymov i området Karlovy Vary. Den årlege middeltemperaturen her er 2,6 °C, og normalnedbøren for et år er 986 mm. På toppen af bjerget ligger et tidligere hotel og en radiomast. Nordsiden af bjerget er et populært skisportssted.